# IJshockey op de Olympische Winterspelen 1956
IJshockey is een van de sporten die beoefend werden tijdens de Olympische Winterspelen 1956 in Cortina d'Ampezzo, Italië. 
Dit ijshockeytoernooi was tevens het 23ste wereldkampioenschap ijshockey. Er namen tien teams deel.

## Heren

### Voorronde

#### Groep A
| datum      | tijd  | land               | score  | land               |
| ---------- | ----- | ------------------ | ------ | ------------------ |
| 26 januari | 19:00 | Italië             | 2 - 2  | Oostenrijk         |
| 26 januari | 21:30 | Canada             | 4 - 0  | Duits eenheidsteam |
| 27 januari | 14:30 | Canada             | 23 - 0 | Oostenrijk         |
| 27 januari | 19:00 | Italië             | 2 - 2  | Duits eenheidsteam |
| 28 januari | 16:00 | Italië             | 1 - 3  | Canada             |
| 29 januari | 21:00 | Duits eenheidsteam | 7 - 0  | Oostenrijk         |

|   | land               | Gs | W | G | V | F  | A  | Ptn |
| - | ------------------ | -- | - | - | - | -- | -- | --- |
| 1 | Canada             | 3  | 3 | 0 | 0 | 30 | 1  | 6   |
| 2 | Duits eenheidsteam | 3  | 1 | 1 | 1 | 9  | 6  | 3   |
| 3 | Italië             | 3  | 0 | 2 | 1 | 5  | 7  | 2   |
| 4 | Oostenrijk         | 3  | 0 | 1 | 2 | 2  | 32 | 1   |

#### Groep B
| datum      | tijd  | land              | score | land             |
| ---------- | ----- | ----------------- | ----- | ---------------- |
| 27 januari | 10:30 | Tsjecho-Slowakije | 4 - 3 | Verenigde Staten |
| 28 januari | 14:30 | Verenigde Staten  | 4 - 0 | Polen            |
| 29 januari | 19:00 | Tsjecho-Slowakije | 8 - 3 | Polen            |

|   | land              | Gs | W | G | V | F  | A  | Ptn |
| - | ----------------- | -- | - | - | - | -- | -- | --- |
| 1 | Tsjecho-Slowakije | 2  | 2 | 0 | 0 | 12 | 6  | 4   |
| 2 | Verenigde Staten  | 2  | 1 | 0 | 1 | 7  | 4  | 2   |
| 3 | Polen             | 2  | 0 | 0 | 2 | 3  | 12 | 0   |

#### Groep C
| datum      | tijd  | land        | score  | land        |
| ---------- | ----- | ----------- | ------ | ----------- |
| 27 januari | 21:30 | Sovjet-Unie | 5 - 1  | Zweden      |
| 28 januari | 19:00 | Zweden      | 6 - 5  | Zwitserland |
| 29 januari | 21:30 | Sovjet-Unie | 10 - 3 | Zwitserland |

|   | land        | Gs | W | G | V | F  | A  | Ptn |
| - | ----------- | -- | - | - | - | -- | -- | --- |
| 1 | Sovjet-Unie | 2  | 2 | 0 | 0 | 15 | 4  | 4   |
| 2 | Zweden      | 2  | 1 | 0 | 1 | 7  | 10 | 2   |
| 3 | Zwitserland | 2  | 0 | 0 | 2 | 8  | 16 | 0   |

### Plaatsingsronde 7e t/m 10e plaats
| datum      | tijd  | land        | score | land        |
| ---------- | ----- | ----------- | ----- | ----------- |
| 31 januari | 15:30 | Zwitserland | 7 - 4 | Oostenrijk  |
| 1 februari | 19:00 | Italië      | 8 - 2 | Oostenrijk  |
| 1 februari | 21:30 | Polen       | 6 - 2 | Zwitserland |
| 2 februari | 12:00 | Italië      | 8 - 3 | Zwitserland |
| 2 februari | 16:00 | Polen       | 4 - 3 | Oostenrijk  |
| 3 februari | 10:30 | Italië      | 5 - 2 | Polen       |

|    | land        | Gs | W | G | V | F  | A  | Ptn |
| -- | ----------- | -- | - | - | - | -- | -- | --- |
| 7  | Italië      | 3  | 3 | 0 | 0 | 21 | 7  | 6   |
| 8  | Polen       | 3  | 2 | 0 | 1 | 12 | 10 | 4   |
| 9  | Zwitserland | 3  | 1 | 0 | 2 | 12 | 18 | 2   |
| 10 | Oostenrijk  | 3  | 0 | 0 | 3 | 9  | 19 | 0   |

### Finaleronde
| datum      | tijd  | land              | score  | land               |
| ---------- | ----- | ----------------- | ------ | ------------------ |
| 30 januari | 15:00 | Verenigde Staten  | 7 - 2  | Duits eenheidsteam |
| 30 januari | 19:00 | Sovjet-Unie       | 4 - 1  | Zweden             |
| 30 januari | 21:30 | Canada            | 6 - 3  | Tsjecho-Slowakije  |
| 31 januari | 15:00 | Zweden            | 5 - 0  | Tsjecho-Slowakije  |
| 31 januari | 19:00 | Sovjet-Unie       | 8 - 0  | Duits eenheidsteam |
| 31 januari | 21:30 | Verenigde Staten  | 4 - 1  | Canada             |
| 2 februari | 10:00 | Canada            | 10 - 0 | Duits eenheidsteam |
| 2 februari | 19:30 | Verenigde Staten  | 6 - 1  | Zweden             |
| 2 februari | 22:00 | Sovjet-Unie       | 7 - 4  | Tsjecho-Slowakije  |
| 3 februari | 11:00 | Canada            | 6 - 2  | Zweden             |
| 3 februari | 19:00 | Tsjecho-Slowakije | 9 - 3  | Duits eenheidsteam |
| 3 februari | 21:30 | Sovjet-Unie       | 4 - 0  | Verenigde Staten   |
| 4 februari | 15:00 | Zweden            | 1 - 1  | Duits eenheidsteam |
| 4 februari | 19:00 | Verenigde Staten  | 9 - 4  | Tsjecho-Slowakije  |
| 4 februari | 21:30 | Sovjet-Unie       | 2 - 0  | Canada             |

|   | land               | Gs | W | G | V | F  | A  | Ptn |
| - | ------------------ | -- | - | - | - | -- | -- | --- |
| 1 | Sovjet-Unie        | 5  | 5 | 0 | 0 | 25 | 5  | 10  |
| 2 | Verenigde Staten   | 5  | 4 | 0 | 1 | 26 | 12 | 8   |
| 3 | Canada             | 5  | 3 | 0 | 2 | 23 | 11 | 6   |
| 4 | Zweden             | 5  | 1 | 1 | 3 | 10 | 17 | 3   |
| 5 | Tsjecho-Slowakije  | 5  | 1 | 0 | 4 | 20 | 30 | 2   |
| 6 | Duits eenheidsteam | 5  | 0 | 1 | 4 | 6  | 35 | 1   |

### Eindrangschikking
| Goud | Zilver | Brons | 4 |
| Sovjet-Unie Nikolaj Poetsjkov Grigori Mkrtytsjan Nikolaj Sologoebov Dmitri Oekolov Ivan Tregoebov Genrich Sidorenkov Alfred Koetsjevski Jevgeni Babitsj Viktor Sjoevalov Vsevolod Bobrov Joeri Krylov Aleksandr Oevarov Valentin Koezin Joeri Pantjoechov Aleksej Goerysjev Nikolaj Chlystov Viktor Nikiforov | Verenigde Staten Willard Ikola Don Rigazio Richard Rodenheiser Dan McKinnon Ed Sampson John Matchefts Richard Meredith Dick Dougherty Ken Purpur John Mayasich Bill Cleary Wellington Burtnett Wendell Anderson Gene Campbell Gordy Christian Weldon Olson John Petroske | Canada Denis Brodeur Keith Woodall Floyd Martin Howie Lee Art Hurst Johnny McKenzie Jim Logan Paul Knox Don Rope Byrle Klinck Bill Colvin Gerry Théberge Alfred Horne Charlie Brooker George Scholes Bob White Ken Laufman                                                  | Zweden Lars Svensson Yngve Casslind Bertz Zetterberg Lars Björn Åke Lassas Vilgot Larsson Ove Malmberg Holger Nurmela Sven Johansson Sigurd Bröms Hans Öberg Ronald Pettersson Nils Nilsson Lars-Eric Lundvall Stig Andersson-Tvilling Hans Andersson-Tvilling Stig Carlsson             |
| 5 | 6 | 7 | 8 |
| Tsjecho-Slowakije Jan Vodička Ján Jendek Karel Gut Jan Kasper Václav Bubník Jaromír Bünter Slavomír Bartoň Vlastimil Bubník Bronislav Danda Zdeněk Návrat František Vaněk Bohumil Prošek Miroslav Kluc Stanislav Bacílek Vladimír Zábrodský Otto Cimrman Václav Pantůček                                      | Duits eenheidsteam Ulli Jansen Alfred Hoffmann Toni Biersack Bruno Guttowski Martin Beck Paul Ambros Karl Bierschel Kurt Sepp Markus Egen Ernst Trautwein Rudolf Pittrich Hans Huber Arthur Endress Reiner Kossmann Hans Rampf Martin Zach Günther Jochems               | Italië Vittorio Bolla Giuliano Ferraris Carmine Tucci Carlo Montemurro Aldo Federici Mario Bedogni Bernardo Tomei Giovanni Furlani Giampiero Branduardi Aldo Maniacco Ernesto Crotti Giancarlo Agazzi Gianfranco Darin Rino Alberton Giulio Oberhammer Francesco Macchietto | Polen Władysław Pabisz Edward Kocząb Janusz Zawadzki Kazimierz Chodakowski Stanisław Olczyk Mieczysław Chmura Henryk Bromowicz Józef Kurek Zdzisław Nowak Szymon Janiczko Adolf Wróbel Kazimierz Bryniarski Marian Herda Hilary Skarżyński Bronisław Gosztyła Rudolf Czech Alfred Wróbel |
| 9 | 10 | | |
| Zwitserland Christian Conrad Martin Riesen Kurt Peter Georg Riesch Émile Golaz Rudolf Keller Sepp Weingärtner Paul Hofer Hans Ott Franz Berry Hans Pappa Fritz Naef Emil Handschin Bernhard Bagnoud Walter Keller Rätus Frei Otto Schläpfer                                                                   | Oostenrijk Alfred Püls Robert Nusser Franz Potucek Hermann Knoll Hans Mössmer Hans Scarsini Hans Zollner Fritz Spielmann Wilhelm Schmid Walter Znenahlik Gerhard Springer Adolf Hafner Hans Wagner Max Singewald Kurt Kurz Konrad Staudinger Wolfgang Jöchl              | | |

Antwerpen 1920 · 
Chamonix 1924 · 
St. Moritz 1928 · 
Lake Placid 1932 · 
Garmisch-Partenkirchen 1936 · 
St. Moritz 1948 · 
Oslo 1952 · 
Cortina d'Ampezzo 1956 · 
Squaw Valley 1960 · 
Innsbruck 1964 · 
Grenoble 1968 · 
Sapporo 1972 · 
Innsbruck 1976 · 
Lake Placid 1980 · 
Sarajevo 1984 · 
Calgary 1988 · 
Albertville 1992 · 
Lillehammer 1994 · 
Nagano 1998 · 
Salt Lake City 2002 · 
Turijn 2006 · 
Vancouver 2010 · 
Sotsji 2014 · 
Pyeongchang 2018 · 
Peking 2022

Lijst van olympische medaillewinnaars
Alpineskiën · Bobsleeën · Kunstrijden · Langlaufen · Noordse combinatie · Schaatsen · Schansspringen · IJshockey